# Kushanku
Kushanku (公相君) även kallat Kusanku eller Kankū-dai (観空大), är en karate kata (karate) som studeras av många som utövar Okinawansk karate. I många karatestilar finns det två versioner av katan: Kusankū-shō och Kusankū-dai. Namnet Kushanku eller Kōsōkun (公相君) brukas i Okinawanska karatesystem och syftar på en person vid namn Kūsankū, en kinesisk diplomat från Fujian som tros ha rest till Okinawa för att lära ut sitt fightingsystem. I japanska karatesystem är katan känd som Kankū (ungefär himmelsbetraktande) alltsedan den döptes om på 1930-talet av Funakoshi Gichin.
Katan betraktas som en avancerad tävlingskata på grund av sin svårighetsgrad. Ett av dess utmärkande särdrag är hoppet, som innehåller två sparkar. Djuret som anknyter till denna kata sägs vara en örn.

## Släktträd
|            |            |            |            |            |            |  |  |              |              |              |              |              |              |  |  |          |          |          |          |          |          |  |  |               |               |               |               | Chuan fa      |               |  |  |                  |                  |                  |                  |                  |                  |  |  |                |                |                |                |                |                |  |  |                 |                 |                 |                 |                 |                 |  |  |            |            |            |            |            |            |
|            |            |            |            |            |            |  |  |              |              |              |              |              |              |  |  |          |          |          |          |          |          |  |  |               |               |               |               |               |               |  |  |                  |                  |                  |                  |                  |                  |  |  |                |                |                |                |                |                |  |  |                 |                 |                 |                 |                 |                 |  |  |            |            |            |            |            |            |
|            |            |            |            |            |            |  |  |              |              |              |              |              |              |  |  |          |          |          |          |          |          |  |  |               |               |               |               |               |               |  |  |                  |                  |                  |                  |                  |                  |  |  |                |                |                |                |                |                |  |  |                 |                 |                 |                 |                 |                 |  |  |            |            |            |            |            |            |
|            |            |            |            |            |            |  |  |              |              |              |              |              |              |  |  |          |          |          |          |          |          |  |  | Tomari-te     | Tomari-te     | Tomari-te     | Tomari-te     | Tomari-te     | Tomari-te     |  |  | Shuri-te         | Shuri-te         | Shuri-te         | Shuri-te         | Shuri-te         | Shuri-te         |  |  |                |                |                |                |                |                |  |  |                 |                 |                 |                 |                 |                 |  |  |            |            |            |            |            |            |
|            |            |            |            |            |            |  |  |              |              |              |              |              |              |  |  |          |          |          |          |          |          |  |  | Tomari-te     | Tomari-te     | Tomari-te     | Tomari-te     | Tomari-te     | Tomari-te     |  |  | Shuri-te         | Shuri-te         | Shuri-te         | Shuri-te         | Shuri-te         | Shuri-te         |  |  |                |                |                |                |                |                |  |  |                 |                 |                 |                 |                 |                 |  |  |            |            |            |            |            |            |
|            |            |            |            |            |            |  |  |              |              |              |              |              |              |  |  |          |          |          |          |          |          |  |  |               |               |               |               |               |               |  |  |                  |                  |                  |                  |                  |                  |  |  |                |                |                |                |                |                |  |  |                 |                 |                 |                 |                 |                 |  |  |            |            |            |            |            |            |
|            |            |            |            |            |            |  |  |              |              |              |              |              |              |  |  |          |          |          |          |          |          |  |  |               |               |               |               | Shōrin-ryū    |               |  |  |                  |                  |                  |                  |                  |                  |  |  |                |                |                |                |                |                |  |  |                 |                 |                 |                 |                 |                 |  |  |            |            |            |            |            |            |
|            |            |            |            |            |            |  |  |              |              |              |              |              |              |  |  |          |          |          |          |          |          |  |  |               |               |               |               |               |               |  |  |                  |                  |                  |                  |                  |                  |  |  |                |                |                |                |                |                |  |  |                 |                 |                 |                 |                 |                 |  |  |            |            |            |            |            |            |
|            |            |            |            |            |            |  |  |              |              |              |              |              |              |  |  |          |          |          |          |          |          |  |  |               |               |               |               |               |               |  |  |                  |                  |                  |                  |                  |                  |  |  |                |                |                |                |                |                |  |  |                 |                 |                 |                 |                 |                 |  |  |            |            |            |            |            |            |
| Shitō-ryūu | Shitō-ryūu | Shitō-ryūu | Shitō-ryūu | Shitō-ryūu | Shitō-ryūu |  |  | Shōtōkan-ryū | Shōtōkan-ryū | Shōtōkan-ryū | Shōtōkan-ryū | Shōtōkan-ryū | Shōtōkan-ryū |  |  | Wadō-ryu | Wadō-ryu | Wadō-ryu | Wadō-ryu | Wadō-ryu | Wadō-ryu |  |  | Kobayashi-ryu | Kobayashi-ryu | Kobayashi-ryu | Kobayashi-ryu | Kobayashi-ryu | Kobayashi-ryu |  |  | Matsubayashi-ryu | Matsubayashi-ryu | Matsubayashi-ryu | Matsubayashi-ryu | Matsubayashi-ryu | Matsubayashi-ryu |  |  | Shobayashi-ryu | Shobayashi-ryu | Shobayashi-ryu | Shobayashi-ryu | Shobayashi-ryu | Shobayashi-ryu |  |  | Matsumura Seito | Matsumura Seito | Matsumura Seito | Matsumura Seito | Matsumura Seito | Matsumura Seito |  |  | Isshin-ryū | Isshin-ryū | Isshin-ryū | Isshin-ryū | Isshin-ryū | Isshin-ryū |
| Shitō-ryūu | Shitō-ryūu | Shitō-ryūu | Shitō-ryūu | Shitō-ryūu | Shitō-ryūu |  |  | Shōtōkan-ryū | Shōtōkan-ryū | Shōtōkan-ryū | Shōtōkan-ryū | Shōtōkan-ryū | Shōtōkan-ryū |  |  | Wadō-ryu | Wadō-ryu | Wadō-ryu | Wadō-ryu | Wadō-ryu | Wadō-ryu |  |  | Kobayashi-ryu | Kobayashi-ryu | Kobayashi-ryu | Kobayashi-ryu | Kobayashi-ryu | Kobayashi-ryu |  |  | Matsubayashi-ryu | Matsubayashi-ryu | Matsubayashi-ryu | Matsubayashi-ryu | Matsubayashi-ryu | Matsubayashi-ryu |  |  | Shobayashi-ryu | Shobayashi-ryu | Shobayashi-ryu | Shobayashi-ryu | Shobayashi-ryu | Shobayashi-ryu |  |  | Matsumura Seito | Matsumura Seito | Matsumura Seito | Matsumura Seito | Matsumura Seito | Matsumura Seito |  |  | Isshin-ryū | Isshin-ryū | Isshin-ryū | Isshin-ryū | Isshin-ryū | Isshin-ryū |
|            |            |            |            |            |            |  |  |              |              |              |              |              |              |  |  |          |          |          |          |          |          |  |  |               |               |               |               |               |               |  |  |                  |                  |                  |                  |                  |                  |  |  |                |                |                |                |                |                |  |  |                 |                 |                 |                 |                 |                 |  |  |            |            |            |            |            |            |
| Motobu-ha  | Motobu-ha  | Motobu-ha  | Motobu-ha  | Motobu-ha  | Motobu-ha  |  |  | Kyokushin    | Kyokushin    | Kyokushin    | Kyokushin    | Kyokushin    | Kyokushin    |  |  |          |          |          |          |          |          |  |  |               |               |               |               |               |               |  |  |                  |                  |                  |                  |                  |                  |  |  |                |                |                |                |                |                |  |  |                 |                 |                 |                 |                 |                 |  |  |            |            |            |            |            |            |

## Varianter
Okinawa hade på 1700-talet nära handelsförbindelser med Kina, och kejsaren lät skicka flera hantverkarfamiljer från Fukien till Okinawa. Bland Kushankus elever  fanns Chatan Yara (北谷 屋良 Kite Yara 1760-1812) och Tōde-mästaren Sakugawa Kanga (1733-1815). Båda två lärde han en kata, som senare skulle bära hans namn. Eftersom båda eleverna hade olika uppfattning och tolkning av katan, utvecklades över tiden flera olika versioner av Kushanku.

### Sakugawa no Kushanku
Den direkta källan var Kūsankū. De många subtila angreppen på vitala tryckpunkter får nyktrare tekniker att framstå som svaga. Han lärde ut denna kata till sina tre elever och på ålderns höst lärde han ut den till Matsumura Sokon. Han lät även Asato Ankō  och Itosu Ankō få grepp om den. Genom Itosu  fick den sin första allvarliga förändring.

### Itosu no Kushanku
Itosu ändrade många kators utformning eller satte ihop fler av en Kata. Från den ursprungliga Kusanku utvecklade han ytterligare tre olika former av denna kata:
- Kushanku Dai (公相君大)
- Kusanku-sho (公相君小)
- Shio-Kusanku

Med denna Kushanku som grundläggande kata fortsatte han vidare till dagens Pinan via respektive Heian kata.

### Chatanyara no Kushanku
Om Chatan Yaras härkomst finns olika utsagor. Förmodligen var han född i Chatan, varifrån man kan sluta sig till hans namn. Det är tydligt att han hade en hög utbildning, vilken möjliggjorde hans nära kontakt med Kusanku. Vissa källor tyder också på att Chatan Yara hade lärt sig kinesiska språket vid långa vistelser i Kina, där han undervisade i kampsporter. Denna utbildningsbakgrund klargör tydligt, varför han väsentligt bättre förstod de subtila tekniker, som Sakugawa av oförstånd och individuell tolkning hade ändrat. Han efterlämnade samma kata (北谷 屋良 の 公相君), som han lärde ut till sin elev Kyan Chōtoku.

#### Kuniyoshi no Kushanku
Denna version är den vidareförda oförändrade varianten av  Chatan Yaras kata, som han förmedlade till sin elev Kyan Chōtoku (1870-1945). Kyan betraktas i sin tur som en länk till två uchideshi-elevers utvecklingslinjer.
- Den ena linjen: Kusanku, Chatan Yaras lärare, som i sin tur var lärare åt Chōtoku Kyan, så lärde den ursprungliga Kata Kusanku. Den praktiseras nu i Matsubayashi-ryū. [3]

- Den andra linjen: Shionja, Oyadomoris lärare, från vilka Chotoku Kyan lärde sig den kinesiska versionen av Bassai och på så sätt fick in den i Tomari-teskolan.

### Chibana no Kusanku
Denna version praktiseras nu enbart inom Kobayashi-ryū och Shudokan / Doshinkan. Chosin Chibana var ursprunget till denna Itosu-nära kata. Chibana lärde sig den också från Itosu, men fokuserade i alla fall på Kusanku Sho. Den ende sentida instruktören var Higa Yuchoku (1910–1994) .

### Kankū
På 1930-talet ändrade Funakoshi namnet Kushanku till Kankū. Kankū (観 空) betyder "titta på himlen." Det var Funakoshi och Kenwa Mabuni, som spred den till Shōtōkan- och Shitō-ryū. I Shōtōkan-ryū utövas två varianter av Kankū: Kankū Dai och Kankū Sho, där suffixen Dai betyder "stor" medan sho betyder "liten".
För Funakoshi var Kankū Dai Shōtōkans universella kata, som samlade alla element i sig. Många sekvenser som övas i Heian-katorna, återfinns i Kankū Dai.

### Shihō Kushanku
Shihō kushanku (四方公相君) är en version baserad på den långa varianten, Kushanku Dai, som borde vara skapad av mästaren Itosu Ankō, men somliga skulle hävda att den snarare är en skapelse av mästaren Kenwa Mabuni. Dess främsta skillnad är att utveckla rörelsen i fyra riktningar, så som dess namn anger.